# Хаїм Герцоґ
Хаїм Герцоґ (івр. חיים הרצוג; 17 вересня 1918 — 17 квітня 1997) — ізраїльський державний діяч ірландського походження, який протягом своєї політичної кар'єри обіймав відповідальні державні посади, зокрема був послом при ООН та шостим президентом Ізраїлю.

## Біографія
Народився в Белфасті в родині головного рабина Північної Ірландії Іцхака Айзика Герцоґа.
Почав навчання в дублінському Веслі-коледжі. 1936 року батька призначили головним рабином Палестини (яка на той час була підмандатною територією Великої Британії), та переїхав туди разом з родиною.
Після прибуття до Підмандатної Палестини Хаїм вступив до єврейської воєнізованої організації Гаґана. Згодом повернувся до Великої Британії, де завершив навчання в університетському коледжі Лондона, здобувши ступінь бакалавра.
Після завершення навчання вступив до лав британської армії та воював у її складі під час Другої світової війни, зокрема узяв участь у висадці в Нормандії.
Був співробітником англійських спецслужб; керував розвідкою в Північній Німеччині, брав участь у визволені декількох концтаборів. Керував операцією з розшуку та встановлення особистості рейхсфюрера СС Генріха Гіммлера. Після закінчення війни брав участь у судових процесах над нацистськими злочинцями. 
1945 року повернувся до Підмандатної Палестини та знов вступив до лав Гаґани. Брав участь у створенні армії майбутньої держави, був серед засновників її розвідувальних служб. Брав участь у війні за незалежність, у тому числі у боях під Латруном.
1962 року залишив армію та зайнявся політичною діяльністю.
Під час Шестиденної війни 1967 року був призначений першим головою військової адміністрації в Юдеї та Самарії.
З 1975 року по 1978 рік був ізраїльським послом при ООН. Коли ООН оголосила сіонізм формою расизму, вийшов до трибуни та демонстративно порвав документ з цим рішенням. Його промова з цього приводу на засіданні Генеральної асамблеї ООН 10 листопада 1975 року включена до переліку найкращих промов в історії людства.
1983 року обраний 6-м президентом Ізраїлю. Намагався не втручатися у політичне життя та не виходити за межі своїх повноважень. 1988 року обраний на другий термін.
1993 року вийшов на пенсію, помер 1997 року у Єрусалимі.

## Джерело
- Хаїм Херцог [Архівовано 1 лютого 2014 у Wayback Machine.] (рос.)